# Phoenix (Grand Funk Railroad)
| Recensione                        | Giudizio        |
| --------------------------------- | --------------- |
| AllMusic                          | [ 2 ]           |
| Robert Christgau                  | C-              |
| The New Rolling Stone Album Guide | [ 4 ]           |
| Sputnikmusic                      | 4.0 (Excellent) |
| Dizionario del Pop-Rock           | [ 6 ]           |
| 24.000 dischi                     | [ 7 ]           |

Phoenix è un album discografico a nome del gruppo musicale statunitense Grand Funk, pubblicato dalla casa discografica Capitol Records nel settembre del 1972.
Il disco è prodotto dallo stesso gruppo, il cui membro Mark Farner è autore completo dei brani.
Dall'album viene tratto il singolo Rock 'n Roll Soul/Flight of the Phoenix.

## Tracce

### LP
Lato A
Testi e musiche di Mark Farner.
1. Flight of the Phoenix – 3:34 – Registrato il 28 luglio 1972
2. Trying to Get Away – 4:10 – Registrato il 24 luglio 1972
3. Someone – 4:02 – Registrato il 24 luglio 1972
4. She Got to Move Me – 4:47 – Registrato il 27 luglio 1972
5. Rain Keeps Fallin' – 3:21 – Registrato il 26 luglio 1972

Lato B
Testi e musiche di Mark Farner.
1. I Just Gotta Know – 2:49 – Registrato il 26 luglio 1972
2. So You Won't Have to Die – 3:17 – Registrato il 24 luglio 1972
3. Freedom Is for Children – 6:02 – Registrato il 27 luglio 1972
4. Gotta Find Me a Better Day – 4:06 – Registrato il 26 luglio 1972
5. Rock 'n Roll Soul – 3:27 – Registrato il 24 luglio 1972

### CD
Edizione CD del 2002, pubblicato dalla Capitol Records (72435-41723-2-8)
1. Flight of the Phoenix – 3:38
2. Trying to Get Away – 4:11
3. Someone – 4:04
4. She Got to Move Me – 4:48
5. Rain Keeps Fallin' – 3:25
6. I Just Gotta Know – 3:52
7. So You Won't Have to Die – 3:21
8. Freedom Is for Children – 6:06
9. Gotta Find Me a Better Day – 4:07
10. Rock 'n Roll Soul – 3:40
11. Flight of the Phoenix – 5:22 – Bonus Track - Previously Unreleased - 2002 Remix

## Formazione
Gruppo
- Mark Farner - voce, chitarra, armonica
- Mark Farner - organo (brano: Flight of the Phoenix)
- Don Brewer - voce, batteria, congas, percussioni
- Mel Schacher - basso

Altri musicisti
- Craig Frost - organo, clavinet, clavicembalo, piano
- Doug Kershaw - fiddle elettrico

Note aggiuntive
- Grand Funk - produttori
- Registrazioni effettuate al Sound Shop di Nashville, Tennessee (Stati Uniti)
- Mixaggio effettuato al Quadrophonic di Nashville, Tennessee (Stati Uniti)
- Mastering effettuato al Sterling Sound di New York City, New York (Stati Uniti)
- Gene Eichelberger - ingegnere delle registrazioni
- Bill Sherrill e Steve Graf - assistenti ingegnere delle registrazioni
- Pacific Eye & Ear - concept e design album originale
- Joe Garnett - illustrazione copertina album originale
- Lorrie Sullivan - fotografia[8][9]

## Classifica
Album
| Anno | Classifica    | Posizione raggiunta |
| ---- | ------------- | ------------------- |
| 1972 | Billboard 200 | 7                   |

Singoli
| Anno | Titolo del brano  | Classifica        | Posizione raggiunta |
| ---- | ----------------- | ----------------- | ------------------- |
| 1972 | Rock 'n Roll Soul | Billboard Hot 100 | 29                  |